# Liste der Baudenkmäler in Ainring

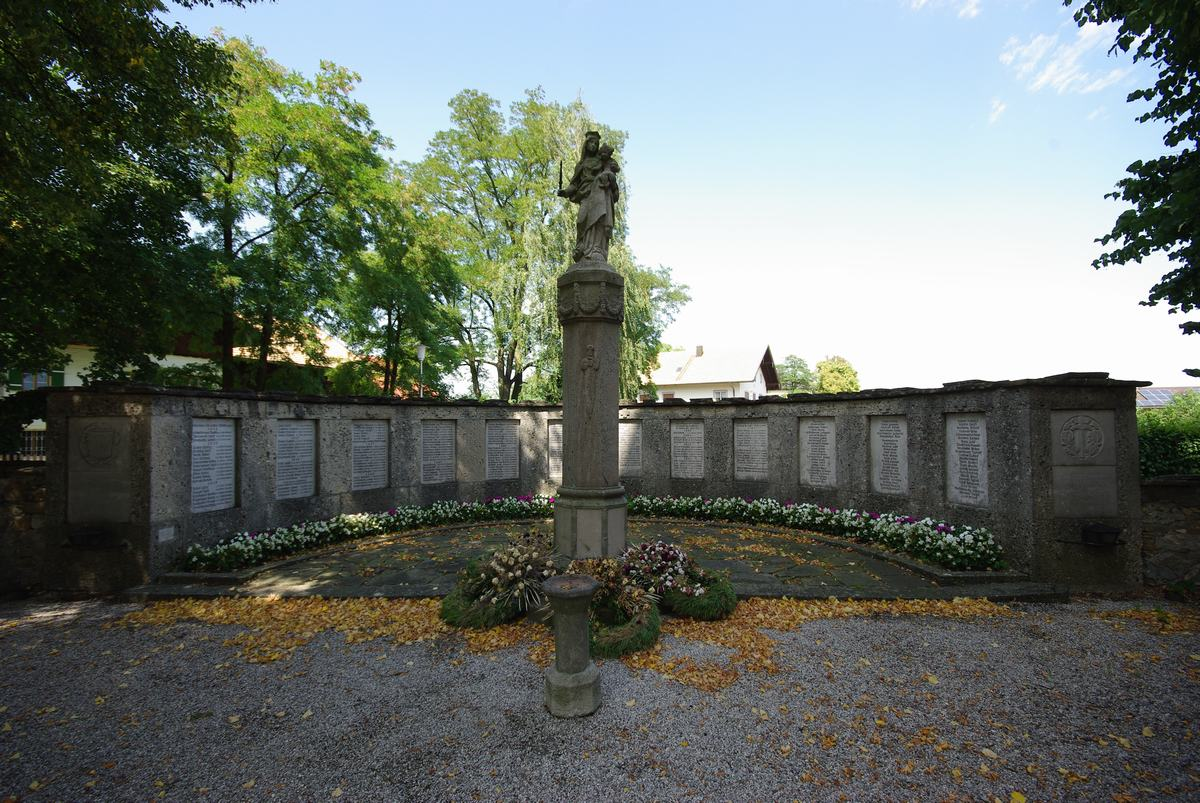
Denkmal in Feldkirchen

Auf dieser Seite sind die Baudenkmäler in der oberbayerischen Gemeinde Ainring zusammengestellt. Diese Tabelle ist eine Teilliste der Liste der Baudenkmäler in Bayern. Grundlage ist die Bayerische Denkmalliste, die auf Basis des Bayerischen Denkmalschutzgesetzes vom 1. Oktober 1973 erstmals erstellt wurde und seither durch das Bayerische Landesamt für Denkmalpflege geführt wird. Die folgenden Angaben ersetzen nicht die rechtsverbindliche Auskunft der Denkmalschutzbehörde.

## Ensembles

### Ensemble Pfarrkirche St. Laurentius mit Umgebung

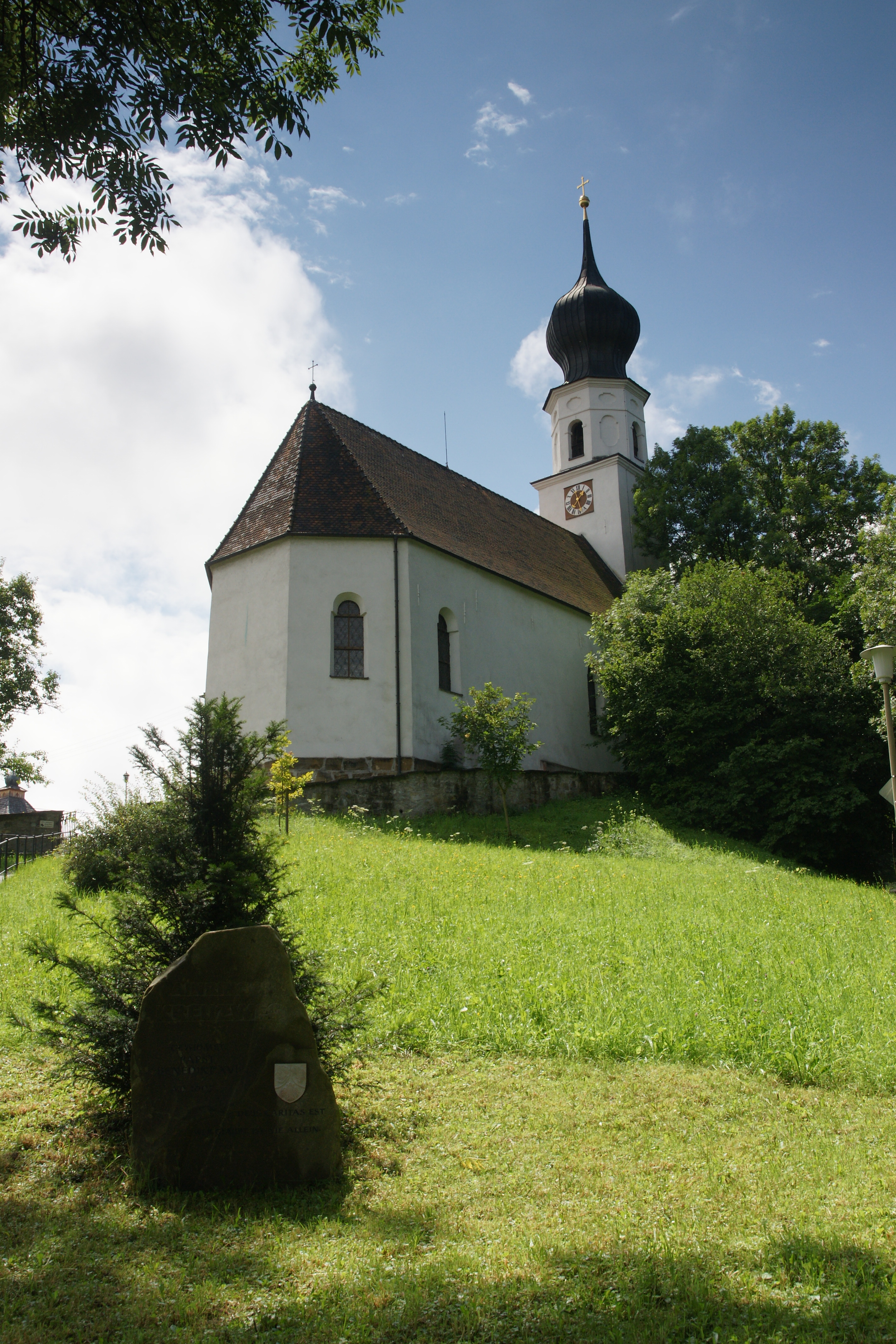

Das Ensemble umfasst die Bautengruppe der Ainringer Pfarrkirche, des Pfarrhofs mit der Pfarrökonomie und der ehemaligen Schule, die abgesondert von den weiteren Anwesen des Ortes am Ainringer Kirchberg liegen. 
Die Kirche, ein barocker Bau auf spätmittelalterlicher Grundlage, ist vom ummauerten Friedhof umgeben. Der Pfarrhof, daneben, ist im Kern spätmittelalterlichen Ursprungs, im Äußeren von barockem schlossartigen Charakter. Das Ökonomiegebäude, 1901 neu erbaut, ist in barocken Formen gehalten. Pfarrgarten und Obstbaumpflanzungen sind den beiden Gebäuden zugeordnet. Als drittes Element fügt sich das ehemalige Schulhaus, ein biedermeierlicher Walmdachbau, dem Ensemble zu, in dem somit nicht nur der kirchlich-seelsorgerische, sondern auch der schulische Mittelpunkt einer großen, von den Ostabhängen des Högl bis zur Saalach reichenden ehemals rein bäuerlich geprägten Gemeinde anschaulich wird. Die eindrucksvoll aufragenden hohen Walmdächer der Bauten unterstreichen diese besondere Bedeutung.
Aktennummer: E-1-72-111-1

## Baudenkmäler nach Ortsteilen

### Ainring
| Lage                            | Objekt                                              | Beschreibung | Akten-Nr.             | Bild                 |
| ------------------------------- | --------------------------------------------------- | --- | --------------------- | -------------------- |
| Pfarrer-Reiter-Weg 3 (Standort) | Ehemaliges Schulhaus                                | Zweigeschossiger Bau mit Walmdach, Anfang 19. Jahrhundert | D-1-72-111-1 Wikidata | Ehemaliges Schulhaus |
| Pfarrer-Reiter-Weg 4 (Standort) | Katholische Pfarrkirche St. Laurentius und Martinus | Im Kern spätgotische Saalkirche, Barockisierung und Verlängerung des Chors 1735/36, Turmzwiebel 1729; mit Ausstattung                                        | D-1-72-111-3 Wikidata | weitere Bilder       |
| Pfarrer-Reiter-Weg 5 (Standort) | Pfarrstadel                                         | Massive Anlage mit Walmdach, in barocken Formen 1901 errichtet                                                                                               | D-1-72-111-4 Wikidata | Pfarrstadel          |
| Pfarrer-Reiter-Weg 6 (Standort) | Pfarrhof                                            | Stattlicher dreigeschossiger Bau mit schindelgedecktem Walmdach, 1522, weiterer Ausbau 1630 und um 1700; mit Ausstattung Gartensalettl, wohl 18. Jahrhundert | D-1-72-111-2 Wikidata | Pfarrhof             |

### Adelstetten
| Lage                                        | Objekt          | Beschreibung                                                                    | Akten-Nr.              | Bild            |
| ------------------------------------------- | --------------- | ------------------------------------------------------------------------------- | ---------------------- | --------------- |
| Adelstetten 11; Adelstetten 11 a (Standort) | Bauernhaus      | Um 1820, Steilsatteldach später                                                 | D-1-72-111-6 Wikidata  | Bauernhaus      |
| Adelstetten 40 (Standort)                   | Gasthof Doppler | Stattlich, mit hohem Schopfwalmdach, 18. Jahrhundert, stark erneuert            | D-1-72-111-7 Wikidata  | Gasthof Doppler |
| Adelstetten 59 (Standort)                   | Bauernhaus      | Obergeschoss zum Teil Blockbau, 1724, Dach später erneuert                      | D-1-72-111-8 Wikidata  | Bauernhaus      |
| Adelstetten 62 (Standort)                   | Bauernhaus      | Mit Rundbogentür und Giebellaube, um Mitte 19. Jahrhundert Vor dem Haus Brunnen | D-1-72-111-9 Wikidata  | Bauernhaus      |
| In Adelstetten (Standort)                   | Wegkapelle      | Bezeichnet mit dem Jahr „1824“; mit Ausstattung                                 | D-1-72-111-10 Wikidata | weitere Bilder  |

### Hammerau
| Lage                          | Objekt             | Beschreibung                                                                                   | Akten-Nr.              | Bild               |
| ----------------------------- | ------------------ | ---------------------------------------------------------------------------------------------- | ---------------------- | ------------------ |
| Max-Aicher-Allee 2 (Standort) | Verwaltungsgebäude | Großes dreigeschossiges Gebäude mit Schopfwalmdach, 17./18. Jahrhundert, zur Annahütte gehörig | D-1-72-111-19 Wikidata | Verwaltungsgebäude |

### Straß
| Lage                | Objekt                                | Beschreibung                                                                                               | Akten-Nr.              | Bild                  |
| ------------------- | ------------------------------------- | --- | ---------------------- | --------------------- |
| Straß 13 (Standort) | Gasthof Huber                         | Mit Halbwalmdach, 1807                                                                                     | D-1-72-111-30 Wikidata | weitere Bilder        |
| Straß 40 (Standort) | Katholische Filialkirche St. Nikolaus | Barocker Saalbau, 1749, auf spätgotischen Bauresten, Westturm mit dreifacher Zwiebelhaube; mit Ausstattung | D-1-72-111-31 Wikidata | weitere Bilder        |
| Straß 41 (Standort) | Ehemaliges Bauernhaus                 | Mit Giebellaube, im Kern 1780, Putzgliederungen um 1910/20                                                 | D-1-72-111-32 Wikidata | Ehemaliges Bauernhaus |

### Thundorf
| Lage                   | Objekt                             | Beschreibung                                                                      | Akten-Nr.              | Bild                              |
| ---------------------- | ---------------------------------- | --------------------------------------------------------------------------------- | ---------------------- | --------------------------------- |
| Thundorf 39 (Standort) | Wohnhaus, sogenanntes Binderhäusl  | 17./18. Jahrhundert                                                               | D-1-72-111-35 Wikidata | Wohnhaus, sogenanntes Binderhäusl |
| Thundorf 49 (Standort) | Katholische Pfarrkirche St. Martin | Saalbau, von 1921, Turm mit Zwiebelhaube 15. und 18. Jahrhundert; mit Ausstattung | D-1-72-111-36 Wikidata | weitere Bilder                    |

### Ulrichshögl
| Lage                                                | Objekt                              | Beschreibung | Akten-Nr.              | Bild           |
| --------------------------------------------------- | ----------------------------------- | --- | ---------------------- | -------------- |
| In Ulrichshögl, unterhalb von Haus Nr. 2 (Standort) | Wegkapelle                          | Mit Walmdach, um 1700; mit Ausstattung | D-1-72-111-40 Wikidata | Wegkapelle     |
| Ulrichshögl 13a (Standort)                          | Katholische Filialkirche St. Ulrich | Spätgotisch, 15. Jahrhundert, vielleicht über romanischen Bauresten, ausgebaut bis ins 18. Jahrhundert; mit Ausstattung Mit alter Friedhofsummauerung | D-1-72-111-38 Wikidata | weitere Bilder |
| Ulrichshögl 16 (Standort)                           | Bauernhaus                          | Mit Kniestock und Widerkehr, Ende 19. Jahrhundert | D-1-72-111-39 Wikidata | Bauernhaus     |

### Weitere Ortsteile
| Lage                                                               | Objekt                                                | Beschreibung | Akten-Nr.              | Bild                                                  |
| ------------------------------------------------------------------ | ----------------------------------------------------- | --- | ---------------------- | ----------------------------------------------------- |
| Bach Bach 6 a, in der Widerkehr (Standort)                         | Zugehöriger Getreidekasten                            | Blockbau, bezeichnet mit dem Jahr „1691“ | D-1-72-111-12 Wikidata | Zugehöriger Getreidekasten                            |
| Bicheln Bicheln 1 1/2 (Standort)                                   | Katholische Pfarrkirche St. Erasmus                   | Kleiner gotischer Bau, 15. Jahrhundert; mit Ausstattung | D-1-72-111-13 Wikidata | weitere Bilder                                        |
| Doppeln Doppeln 3 (Standort)                                       | Bauernhaus, ehemaliges Forsthaus                      | 1762, First später gedreht | D-1-72-111-15 Wikidata | Bauernhaus, ehemaliges Forsthaus                      |
| Eschlberg Eschlberg 1 (Standort)                                   | Zwiehof-Anlage, am Platz eines ehemaligen Edelsitzes  | Wohnhaus mit Halbwalmdach, erbaut 1667 | D-1-72-111-16 Wikidata | Zwiehof-Anlage, am Platz eines ehemaligen Edelsitzes  |
| Feldkirchen Gumpinger Straße 22 (Standort)                         | Katholische Pfarrkirche Mariä Himmelfahrt             | Saalkirche mit Satteldach und eingezogenem, fünfseitig geschlossenem Chor, errichtet 1516–21, einbezogener Turm des Vorgängerbaus mit Scharten, um 1420, Barockisierung und Ausbau des Turmes, um 1656, Anbau der Sakristei, Mitte 17. Jh., Zwiebelhaube, frühes 18. Jh.; mit Ausstattung; Kriegerdenkmal für die Gefallenen des Ersten und Zweiten Weltkriegs, Mariensäule aus Stein, vor halbkreisförmiger Mauer mit eingelassenen Inschriftentafeln; Friedhofsmauer, Bruchstein, wohl frühes 20. Jh. | D-1-72-111-17 Wikidata | weitere Bilder                                        |
| Hagenau Hagenau 1 (Standort)                                       | Ehemalige Mühle                                       | Zweigeschossiger Satteldachbau mit Kreuzgrat- und Tonnengewölben sowie Stuckdecken in beiden Geschossen, Steingewänden und tonnengewölbtem Keller, Mitte 18. und erste Hälfte 19. Jahrhundert, im Kern älter | D-1-72-111-42 Wikidata | Ehemalige Mühle                                       |
| Hausmoning Siezenheimer Weg 19 (Standort)                          | Ehemaliges Bauernhaus im Typ des Salzburger Flachgaus | Freigelegter Blockbau des 17. Jahrhunderts, 1868 umgebaut Sandsteinportal, bezeichnet mit dem Jahr „1595“ Zugehöriges Nebengebäude mit alten Fenstern, Rautentür und Sandsteinportal, bezeichnet mit dem Jahr „1682“ | D-1-72-111-21 Wikidata | Ehemaliges Bauernhaus im Typ des Salzburger Flachgaus |
| Hort Hort 1 (Standort)                                             | Bauernhaus                                            | Bauernhaus, mit Schopfwalmdach, 1767 | D-1-72-111-22 Wikidata | Bauernhaus                                            |
| Kohlstatt Kohlstatt 2 (Standort)                                   | Kapellenbildstock                                     | 18./19. Jahrhundert | D-1-72-111-23 Wikidata | Kapellenbildstock                                     |
| Langacker Langacker 2 (Standort)                                   | Wohnteil eines Bauernhauses                           | Zweigeschossiger Flachsatteldachbau aus unverputztem Bruchsteinmauerwerk mit Hochlaube, biedermeierlich, um 1830/40 | D-1-72-111-25 Wikidata | Wohnteil eines Bauernhauses                           |
| Langacker Langacker 2, zu Haus Nr. 1 gehörig (Standort)            | Langackerer-Kapelle                                   | Hofkapelle, um 1900; mit Ausstattung | D-1-72-111-24 Wikidata | Langackerer-Kapelle                                   |
| Lohfeld (Standort)                                                 | Erasmuskapelle                                        | kleiner verputzter Satteldachbau, Mitte 19. Jh.; mit Ausstattung | D-1-72-111-44          | weitere Bilder                                        |
| Mürack Kleinfeld bei Mürack, zum Anwesen Suhrer gehörig (Standort) | Ehemaliges Brechelbad                                 | Mit weit überstehendem Vorbau, bezeichnet mit dem Jahr „1845“ | D-1-72-111-26 Wikidata | Ehemaliges Brechelbad                                 |
| Ottmaning Ottmaning 5 (Standort)                                   | Lourdeskapelle                                        | Zweite Hälfte 19. Jahrhundert | D-1-72-111-27 Wikidata | Lourdeskapelle                                        |
| Perach Berger-Steig-Weg 8 (Standort)                               | Bauernhaus                                            | Mit Blockbau-Obergeschoss und Giebellaube, Fenstergewände und Rundbogenportal aus Sandstein, Mitte 18. Jahrhundert, Putzgliederungen 1832, Dachstuhl 1887 | D-1-72-111-43 Wikidata | Bauernhaus                                            |
| Perach Ziegelweg 10 (Standort)                                     | Katholische Filialkirche St. Andreas                  | Spätgotische Anlage, um 1500, mit Dachreiter; mit Ausstattung | D-1-72-111-28 Wikidata | Katholische Filialkirche St. Andreas                  |
| Rabling Rabling 4, im Ort (Standort)                               | Kapelle                                               | Mit Satteldach, 1881; mit Ausstattung | D-1-72-111-29 Wikidata | Kapelle                                               |
| Weng 12 (Standort)                                                 | Kapelle                                               | Kleiner Rechteckbau mit Dachreiter, 1896 | D-1-72-111-41 Wikidata | weitere Bilder                                        |

## Ehemalige Baudenkmäler
In diesem Abschnitt sind Objekte aufgeführt, die früher einmal in der Denkmalliste eingetragen waren, jetzt aber nicht mehr. Objekte, die in anderem Zusammenhang – also z. B. als Teil eines Baudenkmals – weiter eingetragen sind, sollen hier nicht aufgeführt werden. Aktennummern in diesem Abschnitt sind ehemalige, jetzt nicht mehr gültige Aktennummern.

| Lage                                              | Objekt                                          | Beschreibung                                                                 | Akten-Nr.              | Bild                  |
| ------------------------------------------------- | ----------------------------------------------- | ---------------------------------------------------------------------------- | ---------------------- | --------------------- |
| Adelstetten Adelstetten 39 (Standort)             | Wohnhaus                                        | Mit Schopfwalmdach, bezeichnet mit dem Jahr „1855“                           | D-1-72-111-5 Wikidata  | Wohnhaus              |
| Bicheln Bicheln 11 (Standort)                     | Bauernhaus                                      | stattlich, mit Schopfwalmdach und Widerkehr, 18. Jahrhundert.                | D-1-72-111-14 Wikidata | Bauernhaus            |
| Bicheln Bicheln-Lohfeld (Standort)                | Erasmuskapelle                                  | Kleiner massiver Satteldachbau, Mitte 19. Jahrhundert; mit Ausstattung       | D-1-72-111-14 Wikidata | BW                    |
| Doppeln Doppeln 1 (Standort)                      | Bauernhaus                                      | Obergeschoss in Blockbauweise, bezeichnet mit dem Jahr „1728“                | D-1-72-134-49 Wikidata | BW                    |
| Hammerau Hammerau-Werk 4 (Standort)               | Administrationsgebäude der Annahütte            | Klassizistisch, mit Rund- und Segmentbogenfenstern, um Mitte 19. Jahrhundert | D-1-72-111-18 Wikidata | BW                    |
| Hammerau Hammerau-Werk 11 (Standort)              | Büro- und Verwaltungsgebäude                    | Zweigeschossiger Walmdachbau, 18./19. Jahrhundert, zur Annahütte gehörig     | D-1-72-111-20 Wikidata | BW                    |
| Thundorf Thundorf (östlich von Nr. 30) (Standort) | Ehemaliges Bauernhaus                           | Obergeschoss in Blockbauweise, 17./18. Jahrhundert                           | D-1-72-111-34 Wikidata | BW                    |
| Thundorf Thundorf 9 (Standort)                    | Technische Einrichtung der alten Hammerschmiede | 19. und frühes 20. Jahrhundert                                               | D-1-72-111-33 Wikidata | BW                    |
| Ulrichshögl Ulrichshögl 13 b (Standort)           | Zugehöriges Brechlbad                           | Brechlbad, bezeichnet mit dem Jahr „1813“ Feldkapelle, Ende 19. Jahrhundert  | D-1-72-111-37 Wikidata | Zugehöriges Brechlbad |